# Bendix Corporation
La Bendix Corporation es una empresa estadounidense de fabricación de diversos productos y de servicios de ingeniería, que durante varias etapas de su historia fabricó componentes para la industria automotriz (como zapatas de freno y sistemas electromecánicos), válvulas termoiónicas, frenos de aeronaves, sistemas hidráulicos aeronáuticos y de energía eléctrica, aviónica, sistemas de control de combustible para aeronaves y automóviles, sistemas de radiocomunicación y de televisión, así como computadoras. La compañía también fue conocida por la marca "Bendix" que denominó una línea de lavadoras, aunque en realidad nunca fabricó estos electrodomésticos.
Fundada en 1924, Bendix conservo su identidad hasta 1983, cuando quedó absorbida dentro del grupo Honeywell.

## Historia

### Orígenes
El fundador e inventor Vincent Bendix inicialmente comenzó su empresa en una habitación de hotel en Chicago en 1914, mediante un acuerdo con una empresa fabricante de frenos de bicicleta que estaba en apuros, la Eclipse Machine Company de Elmira (Nueva York). Bendix otorgó a la empresa permiso para comercializar su invento, "un dispositivo para facilitar el arranque de motores de explosión". La empresa fabricó un tornillo de triple rosca de bajo costo que podía usarse en la fabricación de otras piezas de transmisión, proporcionando a Bendix el punto de partida para sus futuros planes comerciales.

### Sector automotriz
General Motors Corp. compró una participación del 24 % del negocio de Bendix en 1924, no con la intención de controlar su actividad, sino para mantener un contacto directo y continuo con los desarrollos en la aviación, ya que las técnicas de ingeniería de automóviles y aeronaves eran bastante similares por entonces. Bendix en la década de 1920 poseía y controlaba muchas patentes importantes de dispositivos aplicables en la industria automotriz, como por ejemplo frenos, carburadores y unidades de arranque para motores. También desarrolló servofrenos a finales de la década de 1920.
Bendix se fundó formalmente en 1924 en South Bend (Indiana), Estados Unidos. En un principio fabricaba sistemas de frenos para automóviles y camiones, abasteciendo a General Motors y otros fabricantes de automóviles, y produjo frenos hidráulicos y de vacío (TreadleVac) durante décadas. En 1924, Vincent Bendix había adquirido los derechos de las patentes de Henri Perrot para el diseño de frenos de tambor.
En 1956, Bendix introdujo el "Electrojector", un verdadero sistema electrónico de inyección de combustible multipunto, que era opcional en varios modelos de automóviles de 1958 fabricados por Chrysler Corporation.
En la década de 1960, los frenos automotrices de Bendix lograron una elevada cuota de mercado gracias a la introducción de los frenos de disco de calibre fijo y al sistema "Duo-Servo" (que se convirtió, virtualmente, en un estándar mundial de facto para los frenos de tambor). Durante la década de 1960, Bendix también se introdujo en el mercado de los componentes para bicicletas, produciendo un eje trasero planetario "Kick-Back" de 2 velocidades, fiable y totalmente autónomo con freno de contrapedal. Además, igual de fiable, fueron los cubo con freno de una sola velocidad "Red Band" y "Red Band II", seguidos por los modelos Bendix "70" y "80", considerado en su momento como uno de los mejores productos del mercado.
Cuando Allied Signal se hizo cargo de Bendix en la década de 1980, rápidamente vendió la división de direcciones y frenos a TRW para centrarse en aplicaciones aeroespaciales y en vagones de ferrocarril. (TRW ya había asumido el control de la división de frenos Lucas Girling años antes). La división de la unidad de control electrónico Bendix se vendió a Siemens-VDO (parte del gigante Robert Bosch GmbH) y formó la base del sistema VW Digifant y más tarde de las unidades de control electrónico Bosch Motronic introducidas a finales de la década de 1980. En el otoño de 2018, TRW fue asumida por ZF Ind de Alemania y la marca comercial de frenos Bendix fue licenciada a OPTIMAL de Alemania, donde se situó su sede.

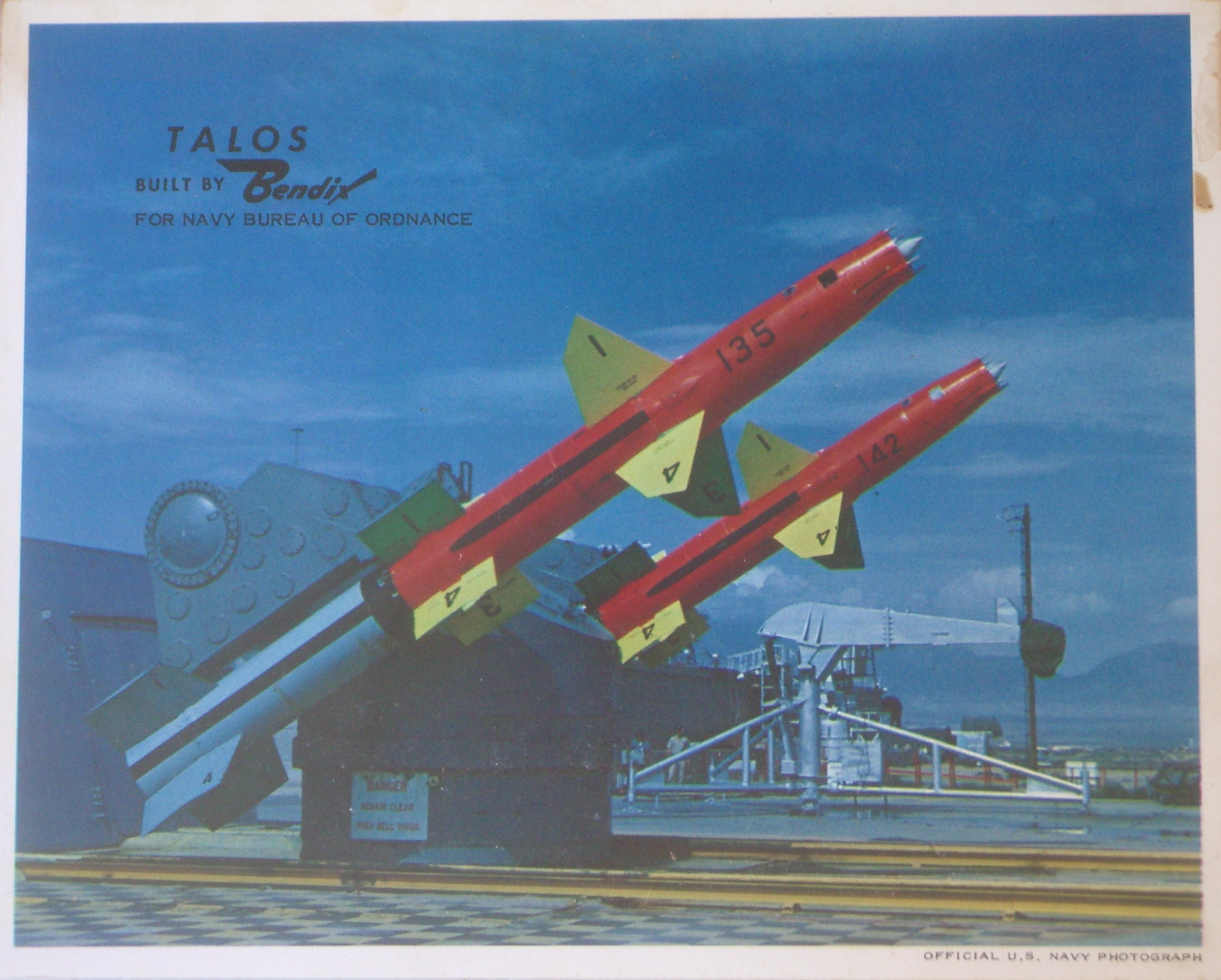
Sistema de misiles Bendix RIM-8 Talos

Ya antes de la década de 1950, Bendix Pacific había diseñado, probado y fabricado componentes y sistemas hidráulicos principalmente para el Ejército de los Estados Unidos. En la misma instalación se diseñó, fabricó y documentó en manuales técnicos la aviónica y sus sistemas electrónicos. Gran parte de esta operación se trasladó a una nueva instalación en Sylmar (California), donde se disponía de una profunda piscina interior para probar equipos de sonar. Los componentes de telemetría para el misil tierra-aire RIM-8 Talos incluían transmisores y osciladores en varias bandas de frecuencia. El propio misil fue diseñado y construido por Bendix.
La compañía también construyó e instaló el sistema de telemetría en todas las estaciones terrestres de los primeros vuelos espaciales tripulados. Para este programa, desarrollaron el primer sistema de monitor de frecuencia respiratoria y tacómetro cardiovascular para que un médico en tierra pudiera observar los signos vitales de un astronauta. La electrónica del torpedo MK46 provino igualmente de esta instalación. Otros productos diversos incluyeron detectores de radar en aeronaves que permitían el seguimiento de misiles terrestres y el lanzamiento de misiles terrestres desde la aeronave. En la década de 1960, produjeron un sistema de antibloqueo frenos para aviones militares utilizando tecnología similar al Maxaret anterior de Dunlop. La tecnología era similar a la rueda dentada y el reluctor que ahora se utiliza en los coches.
Bendix Scintilla fabricó conectores eléctricos MIL SPEC de muchos tipos, incluyendo modelos adecuados para ambientes agresivos y no agresivos completamente sellados contra el paso de líquidos y gases.
En 1971, Bendix introdujo el primer sistema ABS (antibloqueo) verdaderamente computarizado del mundo en el Imperial de 1971 de Chrysler. La producción continuó durante varios años. Bajo la propiedad de Honeywell, Bendix continuó fabricando frenos automotrices y frenos industriales para una amplia variedad de industrias. En 2014, Honeywell vendió la marca registrada Bendix para frenos automotrices en EE. UU. a MAT Holdings.
Muchos frenos Bendix para automóviles, camiones y sistemas industriales vendidos en los Estados Unidos usaban asbesto hasta 1987. La empresa Honeywell tuvo que asumir numerosas demandas presentadas como resultado de los frenos con asbesto de la marca Bendix.
En febrero de 2020, Bendix anunció que trasladaría su sede de Elyria (Ohio) a Avon, con una fecha de apertura prevista para su nueva instalación en noviembre de 2021.

### Espectrómetro de masas

Espectrómetro de masas de tiempo de vuelo Bendix MA-2

Una colaboración entre Fred McLafferty, Roland Gohlke, William C. Wiley y Daniel B. Harrington de Bendix Aviation en la década de 1950 condujo a la combinación de la cromatografía de gases y del espectrómetro de masas, y al desarrollo de la instrumentación cromatografía de gases-espectrometría de masas. A partir de la década de 1960, Bendix produjo instrumentos científicos como el Bendix MA-2, un espectrómetro de masas de tiempo de vuelo.
Dosimetría Radiológica
Bendix también fabricó dosímetros radiológicos para la defensa civil durante la guerra fría, produciendo un kit de medición de radiación familiar para uso doméstico, que incluía un dosímetro CDV-746 y un medidor de tasa CDV-736, que parecía un dosímetro.
Los dosímetros fabricados por Bendix para la Oficina de Defensa Civil incluyeron los modelos CDV-138; CDV-730; CDV-736-medidor de tasa; CDV-740; CDV-742 (el más utilizado por Defensa Civil); y CDV-746.
Los dosímetros medían en roentgens por hora, la medida estándar para la radiación ionizante.

### Carril-guía automatizado 'Dashaveyor'
A fines de la década de 1960, Bendix compró los derechos del sistema Dashaveyor, desarrollado para la minería y el movimiento de mercancías, a fin de usarlo como base para un sistema automatizado de carriles guía (AGT), durante el apogeo de la investigación del transporte urbano a finales de la década de 1960. A menudo denominado Bendix-Dashaveyor, el sistema utilizaba el diseño básico de los sistemas de carga, pero con un compartimento para pasajeros más grande que funcionaba con ruedas de goma. Aunque se demostró en el Transpo '72, junto con tres competidores, solo se instaló un sistema Dashaveyor de 5 km (3,1 mi) de largo en el Zoológico de Toronto que operó desde 1976 hasta su cierre en 1994 tras un accidente debido a un mantenimiento deficiente. Bendix dejó de comercializar el sistema en 1975 después de que no logró atraer el interés de los organismos potencialmente interesados.

### Aviónica, militar y gubernamental
En 1929, Vincent Bendix separó la división aeronáutica y reestructuró la empresa como "Bendix Aviation" para reflejar las nuevas líneas de productos.
Bendix Aviation se fundó como una sociedad de cartera con los activos de Delco Aviation Corporation, Eclipse Machine Company, Stromberg Carburetor Company y otros fabricantes de accesorios para aeronaves.
Suministró a los fabricantes de aeronaves todo tipo de sistemas hidráulicos para frenado y activación de flaps, e introdujo nuevos dispositivos como un carburador de presión que dominó el mercado durante la Segunda Guerra Mundial. También fabricó una amplia variedad de instrumentos eléctricos y electrónicos para aeronaves.
La compañía patrocinó la famosa carrera aérea continental que comenzó en 1931 y es conocida como el Trofeo Bendix. La competición consistía en una carrera transcontinental a través de EE. UU. punto a punto, destinada a fomentar el desarrollo de aeronaves duraderas y eficientes para la aviación comercial. Los civiles fueron excluidos de la carrera en 1950, y la última carrera tuvo lugar en 1962.
Durante la Segunda Guerra Mundial, Bendix fabricó casi todos los instrumentos o equipos auxiliares para los aviones militares. La división de radio de Bendix se estableció en 1937 para fabricar radio transmisores/receptores para aeronaves y otros tipos de aviónica. Durante la guerra fabricó alrededor del 75% de toda la aviónica de las aeronaves estadounidenses. Durante y después de la guerra, también fabricó equipos de radar de varios tipos. Bendix ocupó el puesto 17 entre las corporaciones estadounidenses en el valor de los contratos de producción en tiempos de guerra.
Un producto fabricado por Bendix fue un equipo de detección de minas terrestres para el Ejército de los EE. UU. y la Fuerza Aérea de los EE. UU. en julio de 1952. Los números de manual para este equipo de detección portátil son el número de manual del Ejército de los EE. UU. TM-5-9540 y el número de manual de la Fuerza Aérea de los EE. UU. TO39B-40 -5. Este conjunto tenía indicaciones de audio y visuales y funcionaba con baterías de bajo voltaje. El conjunto de detección estilo mochila venía con dos sondas, baterías, placa de detección y otros componentes electrónicos básicos en una caja de fibra de vidrio sellada. También fabricó puntales oleodinámicos para trenes de aterrizaje y controles de combustible para los primeros reactores General Electric J79 y diseñó sistemas de guía y ensambló el misil Talos para la Marina de los EE. UU. Las máscaras y reguladores de presión diseñados para los aviones se modificaron y probaron para su uso en aplicaciones de buceo y para cámaras hiperbáricas.
En la década de 1950, Bendix y sus sucesores administraron las instalaciones de la Comisión de Energía Atómica de los Estados Unidos en Kansas City (Misuri) y Albuquerque. Estas instalaciones produjeron componentes no nucleares que formaban parte de distintas armas nucleares.

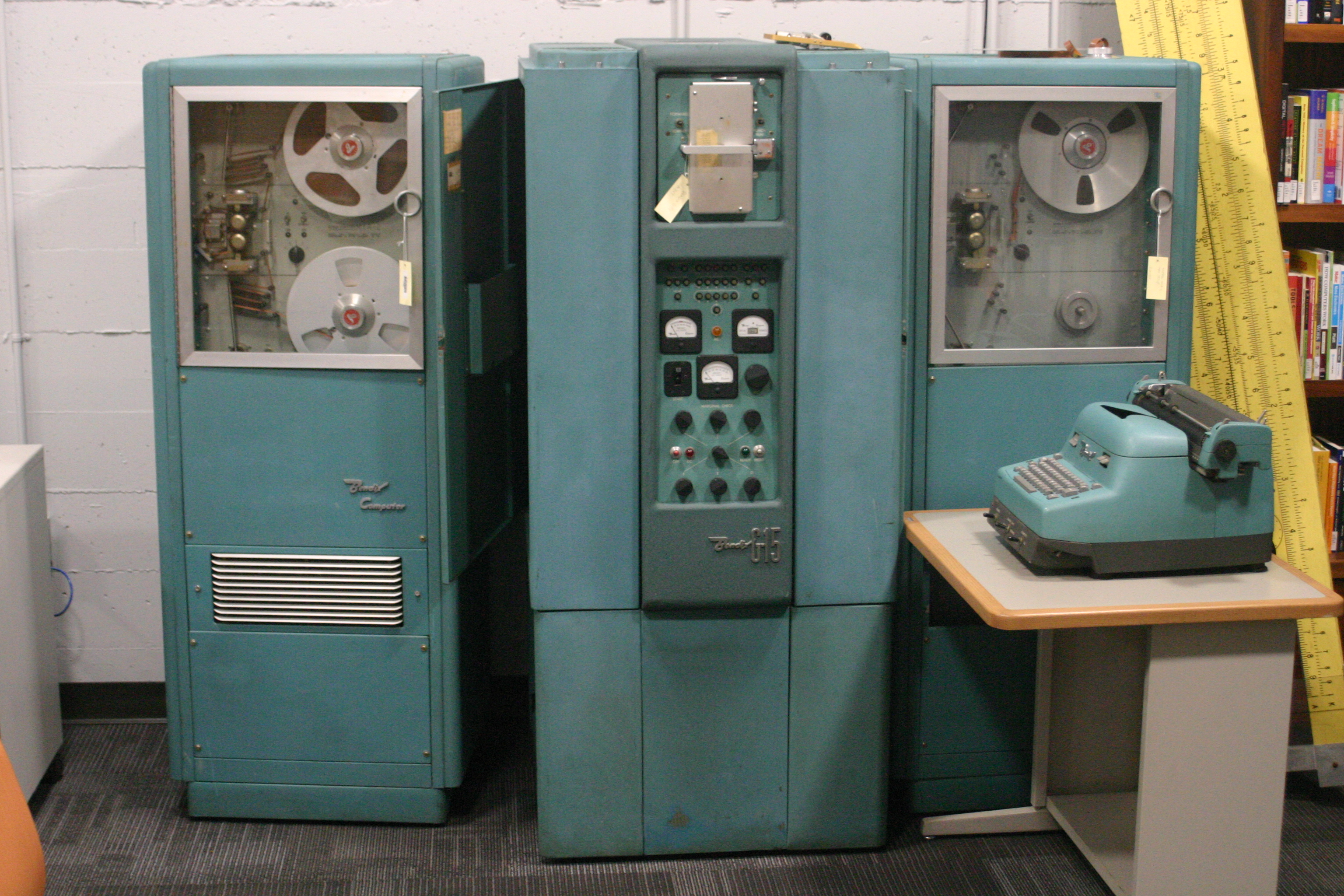
Un computador Bendix G-15

En 1956, la división informática de Bendix Aviation presentó la Bendix G-15, una minicomputadora del tamaño de dos archivadores. La compañía vendió alrededor de 400 unidades a precios del orden de 50.000 dólares. La división de computadoras de Bendix fue asumida en 1963 por Control Data Corporation, que continuó dando soporte al G-15 durante algunos años.
El diseñador jefe del G-15 fue Harry Huskey, que había trabajado con Alan Turing en el ACE en el Reino Unido y en el SWAC en la década de 1950. Huskey creó la mayor parte del diseño mientras trabajaba como profesor en Berkeley y otras universidades, y también como consultor.
La empresa pasó a llamarse Bendix Corporation en 1960.
Durante la década de 1960 fabricó sistemas de telecomunicaciones terrestres y aéreos para la NASA. También construyó la plataforma inercial ST-124-M3 utilizada en la unidad de instrumentos del Saturno V, realizada por la División de Control y Navegación en Teterboro, Nueva Jersey. También desarrolló el primer sistema de inyección de combustible para automóviles en los EE. UU.
En enero de 1963, Civil Aeronautics Board (CAB) publicó un informe que indicaba que la "anomalía más probable" que causó el accidente del Vuelo 1 de American Airlines el 1 de marzo de 1962 fue un cortocircuito causado por cables en el sistema de pilotaje automático que se había dañado en el proceso de fabricación. Los inspectores de CAB habían revisado unidades en una planta de Bendix Corporation en Teterboro, Nueva Jersey, y descubrieron a trabajadores que usaban pinzas para atar haces de cables, dañándolos así. Bendix Corporation negó estas imputaciones, afirmando que las unidades se sometieron a 61 inspecciones durante la fabricación, además de las inspecciones durante el trabajo de instalación y mantenimiento, e insistió en que si el aislamiento de los cables se hubiera roto en algún momento, se habría detectado y la unidad se habría reemplazado.
En 1966, la NASA seleccionó a la División de Sistemas Aeroespaciales de Bendix en Ann Arbor para diseñar, fabricar, probar y brindar soporte operativo para los paquetes del Paquetes de experimentos Apolo en la superficie lunar (ALSEP) como parte del Programa Apolo.
Bendix fabricó el sistema de combustible para el Lockheed SR-71.
Marina
Durante Segunda Guerra Mundial, se contrató a Bendix para fabricar telégrafos náuticos para la Armada de los Estados Unidos.

### Lavadoras
Aunque popularmente conectada con las lavadoras, la empresa Bendix Corporation nunca las fabricó. En 1936, la empresa otorgó la licencia de su nombre a Bendix Home Appliances, otra empresa de South Bend, por una participación del 25 % en la compañía.
En 1937, Bendix Home Appliances, Inc fue la primera empresa en comercializar una lavadora automática doméstica. Aunque las ventas fueron inicialmente lentas, los beneficios de una máquina automática pronto comenzaron a difundirse de boca en boca. Las ventas comenzaron a subir, de modo que cuando EE. UU. entró en la Segunda Guerra Mundial, se habían vendido un total de 330.000 unidades. Al igual que otros fabricantes de lavadoras, la producción cesó durante la guerra, pero se reanudó en 1946. Las ventas totales llegaron a 2.000.000 en 1950.
La Bendix Home Laundry de 1937 sería reconocida como una lavadora automática de carga frontal por cualquier usuario moderno de tales máquinas. Tenía una puerta de ojo de buey de vidrio, un tambor giratorio y un temporizador mecánico accionado eléctricamente. La máquina podía autollenarse de agua, lavar, enjuagar y centrifugar. Inicialmente, la falta de un amortiguador de vibraciones significaba que la máquina tenía que estar firmemente asegurada al suelo. La máquina también carecía de un calentador de agua interno.
Bendix Home Appliances, fundada por Judson Sayre, luego se vendió a Avco Manufacturing Corporation. En 1956, Avco vendió Bendix Home Appliances a Philco.

### Electrónica para el hogar

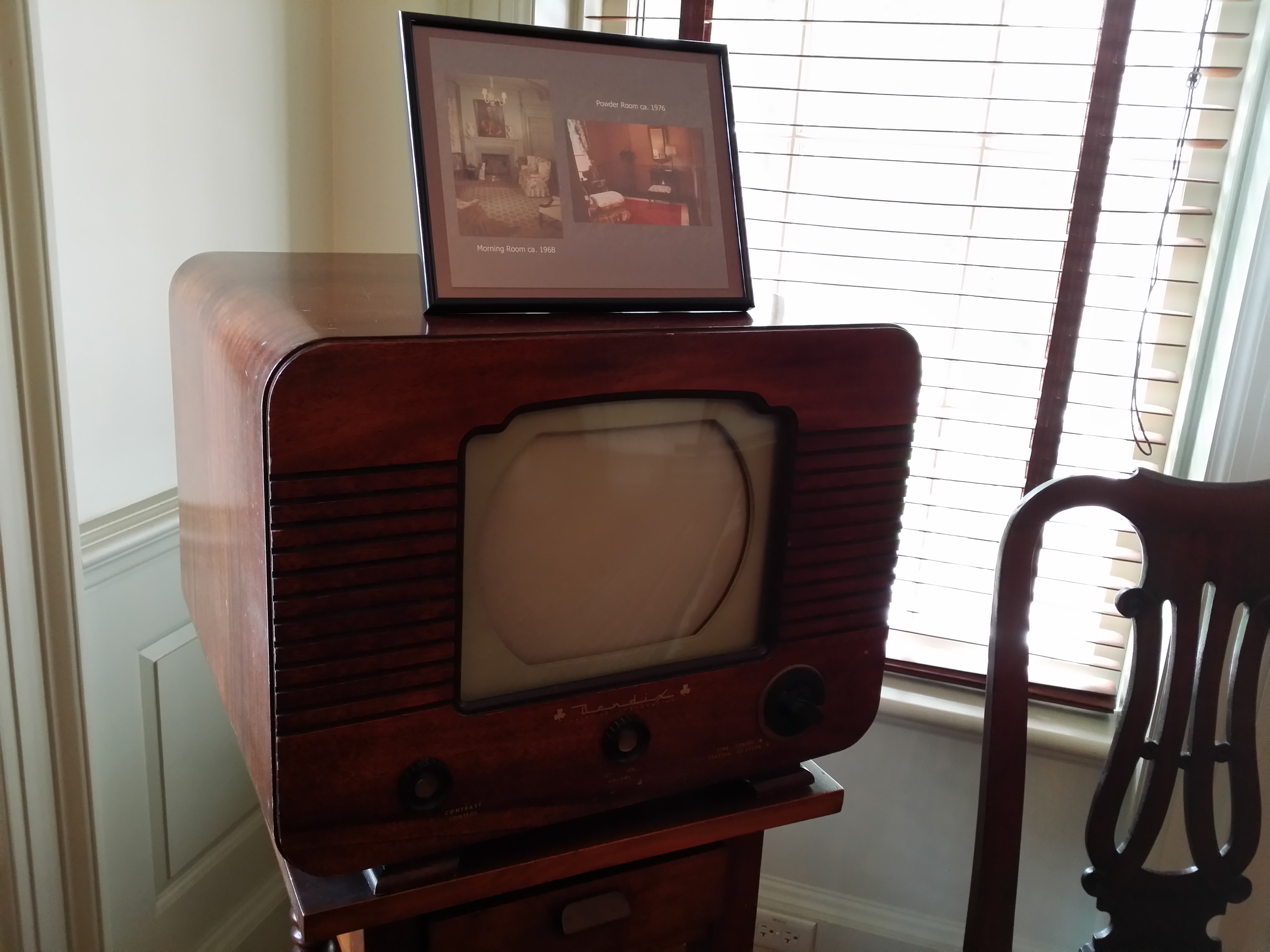
Televisor Bendix

Bendix primero fabricó radios domésticas y fonógrafos para el mercado minorista después de la Segunda Guerra Mundial, como consecuencia de su producción de radios para aviones. En 1948 comenzó a vender radios para automóviles directamente a Ford y otros fabricantes de automóviles. De 1950 a 1959 también fabricó televisores. La producción de radios para el comercio minorista creció rápidamente en la década de 1950, pero se detuvo rápidamente en la década de 1960 cuando Ford, GM y Chrysler comenzaron a producir sus propias radios.

## Fusiones
En las décadas entre 1970 y 1990, Bendix pasó por una serie de fusiones, ventas y cambios con socios o compradores, incluidos Raytheon Technologies, Allied Signal y otros. Esto diluyó su identidad corporativa, aunque durante algunos años estas empresas utilizaron la marca Bendix para algunos de sus productos, como aFCS.
En 1982, Bendix lanzó una oferta pública de adquisición hostil del conglomerado Martin Marietta, y compró la mayoría de sus acciones para convertirse de hecho en dueño de la empresa. Sin embargo, la gerencia de Martin Marietta aprovechó el corto tiempo entre la propiedad y el control para vender negocios secundarios y lanzar su propia adquisición hostil de Bendix (en una estrategia conocida después como defensa Pac-Man). El conglomerado industrial United Technologies Corporation se unió a la refriega y apoyó a Martin Marietta en su contraoferta de adquisición. Al final, Bendix fue rescatada por Allied Corporation que actuó como caballero blanco. Bendix fue adquirida por Allied en 1983 por 85 dólares por acción. Allied Corporation (posteriormente AlliedSignal), compró más adelante Honeywell y adoptó su nombre, de forma que Bendix se convirtió en una marca de Honeywell, incluida la marca de aviónica Bendix/King. La división de sistemas de transporte de Honeywell también pasó a contar con la línea Bendix de zapatas, pastillas y otros subsistemas de frenos hidráulicos o de vacío.
En 2002 Knorr-Bremse se hizo cargo del negocio de frenos para vehículos comerciales de manos de Honeywell International Inc., EE. UU. y su participación en empresas conjuntas en Europa, Brasil y EE. UU. Bendix Commercial Vehicle Systems se convirtió en una subsidiaria de Knorr-Bremse AG. El Grupo Knorr-Bremse logró por primera vez unas ventas de 2.100 millones de euros.

## Publicidad
En las décadas de 1960 y 1970, Archie Comics publicó anuncios en tiras cómicas de frenos Bendix para bicicletas con Archie Andrews y sus amigos.